# Parallax (TV-serie)
Parallax är en australiensk TV-serie från år 2004 av Paul Barron. Serien i sin helhet utgjordes av en säsong om 26 avsnitt och hade svensk premiär den 13 juni 2005.
Serien handlar om en pojke som heter Ben Johnson som upptäcker att vårt universum inte är det enda, utan att det finns parallella universum/världar. Till dessa världar finns det väktare som ser till att ingen vandrar mellan de olika världarna. Det finns tre kända väktare och deras namn är Otto, Veronica och Betti. Alla människor har en dubbelgångare i alla världar men av väktarna finns det bara ett exemplar. Veronica blir kidnappad av sin tvillingsyster Betti och det är sedan upp till Ben och hans syster Katherine att rädda Veronica.

## Världar
Här är några av universumen/världarna:
- Bens värld - röd
- Katherines värld - blå
- Technovärlden - vit
- Bettis harmonivärld - lila
- Skogsvärlden - grön
- Ökenvärlden - Ottos värld - orange
- Hippievärlden - gul
- Träskvärlden (Ben hamnar där i ett avsnitt)

## Rollista
Huvudroller:
- Joshua Marshall-Clarke som Ben Johnson
- Gillian Alexy som Katherine Raddic
- Caroline Brazier som Veronica Johnson/Betti
- David Richardson som Francis Short/Francis Thief
- Francoise Sas som Melinda
- Kazimir Sas som Martin Dunkly

Övriga roller:
- Rebecca McCarthy som Una
- Genevieve McCarthy som Due
- Lauren Williams som Mundi
- Luke Hewitt som Jeremy Johnson
- Paris Abbott som Tiffany
- Igor Sas som Stefan Raddic
- Faith Clayton som Mrs Irma Dawes
- Kristian Barron som Spy Kid